# Zlatan Ljubijankič
Zlatan Ljubijankič (n. 15 decembrie 1983, Ljubljana, Iugoslavia) este un jucător de fotbal sloven, care joacă pentru K.A.A. Gent și pentru Echipa națională de fotbal a Sloveniei.

## Palmares

#### NK Domžale
- PrvaLiga (Slovenia): 2006-07

- Locul doi: 2004-05, 2005-06

- Supercupa: 2007

#### K.A.A. Gent
- Cupa Belgiei:

- Locul doi: 2007-08
- Câștigător Cupa Belgiei; 09/10